# Эпплтон, Кендра
Кендра Эпплтон (англ. Kendra Appleton; род. в 1995) — австралийская актриса, наиболее известная по фильмам «В твоих мечтах» и «Терминус».

## Ранняя жизнь
Дочь Грэма и Дебры Эпплтон выросла в Конджоле, в Шолхэвене, на южном побережье Нового Южного Уэльса. В подростковом возрасте обучалась в католической школе имени Святого Иоанна в Науре и закончила её в 2012 году. В то же время она получила роль Софи в телесериале «В твоих мечтах». Во время съёмок сериала в Германии она сдала экзамены HSC, набрав 72.45 балла.

## Личная жизнь
Имеет лицензию на огнестрельное оружие и, в частности, выигрывала юниорские соревнования по стрельбе по мишеням.
В настоящее время получает степень бакалавра искусств в области «креатива» и английской литературы.

## Карьера
Свою первую роль она получила в возрасте 14 лет, снявшись в американском фильме ужасов 2009 года «Ужасный поворот». В дальнейшем она имела небольшие роли в различных фильмах и телесериалах вплоть до 17 лет, когда она снялась в подростковой драме канала Seven Network «В твоих мечтах» (2013). В 2015 году в возрасте 20 лет дебютировала в кино, снявшись в научно-фантастическом фильме «Терминус». Также планируется, что актриса сыграет роль Клэр в научно-фантастическом фильме «Голубое мироустройство», выход в прокат которого запланирован на 2016 год.
Делами актрисы занимается кинокомпания Kermond Management.

## Фильмография
| Год  | Название               | Роль                 | Примечания                         |
| ---- | ---------------------- | -------------------- | ---------------------------------- |
| 2009 | Ужасный поворот        | Певица Марла         |                                    |
| 2015 | Терминус               | Аннабелль Чамберланн |                                    |
| 2016 | Голубое мироустройство | Клэр                 | На данный момент в пост-продакшене |

| Год  | Название              | Роль     | Примечания                        |
| ---- | --------------------- | -------- | --------------------------------- |
| 2010 | Я и Мои Монстры       | Харриетт | Эпизод: «Ночная тусовка»          |
| 2011 | Спецотдел по спасению | Одетт    | Эпизод: «Секреты и ложь»          |
| 2013 | В твоих мечтах        | Софи     | Телесериал (1 сезон); 28 эпизодов |